# Valmont Industries
Valmont Industries, Inc. – międzynarodowy koncern zajmujący się produkcją i eksportem wyrobów stalowych (aluminiowych), takich jak: słupy oświetleniowe, flagowe, telekomunikacyjne i energetyczne.
Siedziba główna znajduje się w USA, w Omaha, w stanie Nebraska.
Akcje Valmont Industries są notowane na New York Stock Exchange.

## Historia
Początki koncernu sięgają 1946 roku, kiedy po II wojnie światowej, Marine i Robert B. Daugherty założyli małą fabrykę w Valley w stanie Nebraska (Valley Manufacturing).
W 1967 roku przedsiębiorstwo zmieniło nazwę na Valmont Industries, Inc.

## Działalność w Polsce
Valmont swą działalność w Polsce rozpoczął w 1994 roku, w Siedlcach jako joint venture Valmont Industries, Inc. i Mostostal Siedlce S.A.
W 1997 roku powstała fabryka (ocynkownia), co pozwoliło na samodzielną produkcję ocynkowanych słupów oświetleniowych.
W następnych latach przedsiębiorstwo zwiększyło zatrudnienie do ponad 150 osób. Spółka działa w warunkach bardzo silnej konkurencji, dlatego szczególnym wyzwaniem było skrócenie czasu odpowiedzi do klienta i precyzyjne zdefiniowanie daty dostarczenia zamówienia. Firma oferuje pełne portfolio produktów realizowanych w modelu „engineer-to-order”, zakładającym pełne dostosowanie zamówienia do potrzeb i specyfikacji klienta, co wiąże się również z koniecznością potwierdzenia terminu finalnej realizacji. Wśród głównych celów projektu APS 4FACTORY, czyli wprowadzenia aplikacji do planowania i harmonogramowania produkcji Siemens Opcenter APS (dawniej Preactor APS), kierownictwo firmy wskazało również możliwość sprawnej i przejrzystej obserwacji efektów zmian zachodzących w planie produkcji.
Obecnie koncern działa w Polsce pod nazwą Valmont Polska Sp. z o.o.